# Homalocephale
A Homalocephale (nevének jelentése 'egyenes fej', az ógörög ωμαλος / ómalosz, 'egyenes' és κεφαλή / kephalē, 'fej' szó összetételéből) a pachycephalosaurus dinoszauruszok egyik neme, amely a késő kréta korban élt a mai Mongólia területén, mintegy 80 millió évvel ezelőtt. A Halszka Osmólska és Teresa Maryañska által 1974-ben leírt nemhez csak egyetlen faj, a H. calathocercos tartozik, amely talán a Prenocephale szinonimája (és fiatal formája). A Homalocephale 1,8 méter hosszú növényevő volt.

## Anatómia
Az egyéb, nyilvánvalóan felnőtt pachycephalosaurusoktól eltérően (és a Dracorexhez, illetve a Goyocephale-hoz kapcsolt, valószínűsíthetően fiatal példányokhoz hasonlóan) a Homalocephale lapos ék alakú koponyatetővel rendelkezett, mindazonáltal a koponyája felszíne eléggé megvastagodott.
A fajnak emellett szokatlanul széles csípője volt, amiből egyes őslénykutatók arra következtettek, hogy az állat elevenszülő volt. Mások azt állították, hogy szélesség a létfontosságú szervek védelmét szolgálta az állat oldalára irányuló ökleléssel szemben. A Homalocephale lábai hosszúak voltak, ami arra utal, hogy gyors futó volt.
A típusfaj, a H. calathocercos leírása egy hiányos koponya és egy csontváz alapján készült. A példány koponyájának tetején nagy nyílások, egy egyedi frontoparietális varrat, alacsony, hosszú infratemporális koponyaablakok és nagy kerek szemnyílások helyezkednek el. A homlok durva felületű, sok csomó található a squamosális csont oldalsó és az elülső részén. Az őslénykutatók megállapították, hogy a példány felnőtt volt, annak ellenére, hogy a varratok láthatók és a koponya lapos (ami fiatalkori jellegzetesség sok pachycephalosaurus fajnál). 2010-ben a Nick Longrich és kollégái által készített tanulmány kimutatta, hogy a laposfejű pachycephalosaurusok a kupolás fejű felnőttek fiatal formái, ezt a nézetet pedig Jack Horner és Mark B. Goodwin korábbi, 2009-es elemzése is támogatta. Longrich és kollégái kijelentették, hogy a Homalocephale valójában a Prenocephale kifejletlen állapotát képviseli.

## Fordítás
- Ez a szócikk részben vagy egészben a Homalocephale című angol Wikipédia-szócikk ezen változatának fordításán alapul.  Az eredeti cikk szerkesztőit annak laptörténete sorolja fel. Ez a jelzés csupán a megfogalmazás eredetét és a szerzői jogokat jelzi, nem szolgál a cikkben szereplő információk forrásmegjelöléseként.